# امپراتور هه هان
امپراتور هه هان (۷۹ تا ۱۳ فوریه ۱۰۶) یکی از امپراتوران هان شرقی و پسر امپراتور ژانگ هان بود.او بر امپراتوری هان از ۸۸ تا ۱۰۵ میلادی حکم راند.
هنگامی که امپراتور هه ۱۷ ساله بود، پدرش امپراتور ژانگ درگذشت و او چهارمین امپراتور هان شد.